# Francisco I. Madero, Reforma
Francisco I. Madero är en ort i Mexiko.   Den ligger i kommunen Reforma och delstaten Chiapas, i den sydöstra delen av landet, 700 km öster om huvudstaden Mexico City. Francisco I. Madero ligger 46 meter över havet och antalet invånare är 241.
Terrängen runt Francisco I. Madero är platt. Runt Francisco I. Madero är det ganska glesbefolkat, med 34 invånare per kvadratkilometer. Närmaste större samhälle är Pueblo Juárez, 17,6 km söder om Francisco I. Madero. Trakten runt Francisco I. Madero består till största delen av jordbruksmark.